# Mårtens hjältar
Mårtens hjältar är en svensk rockgrupp från Örnsköldsvik som bildades 1990.
Bandet vann redan strax efter bildandet "Rockforum" på Föreningen Musikhuset i Örnsköldsvik med låten "Hon har sagt".
Mårtens hjältar släppte 2 singlar på Planet records: "Följ mig" (MOP 155) 1991 (vinyl 45:a inspelad i Föreningen Musikhusets studio i Övik) och "Pojkar pojkar" (FOP 202) 1992 (CD-singel inspelad i Edin-studion i Gävle). Den senare framfördes live från Mosebacke i TV-programmet "Folk" med Claes Malmberg & Cissi Elwin i SVT1 1992.
Bandet medverkar med låten "Evelina" på samlingsskivorna "Örnsköldsvik 100 år", "Musikhuset - So far so good" och "MoDo hockey".
I november 1994 medverkade Mårtens Hjältar i P3 Live från Stadshotellet i Örnsköldsvik.
I mars 2019 släpptes singeln "Inget Utan Dig".

## Medlemmar
Senaste medlemmar
- Mårten Eriksson – sång, gitarr, bouzouki, slagverk
- Øyvind Eriksen – basgitarr, mandolin, kör
- Robert Olsson – gitarr, kör
- Magnus Sjölander – trummor (1990–1991, 2018-)
- Patrik Jonasson – keyboard (1993– )
- Mattias Bylund – keyboard (1990–1992, 2018-)

Tidigare medlemmar
- Mårgan Höglund – trummor (1992– )

## Diskografi
Studioalbum
- 1993 – Mårtens Hjältar (SAM CD 9404) (spelades in 1993 i Samsound-studion i Skorped)[4]

Singlar
- 1991 – "Följ mej" / "Undran" (MOP 155)
- 1992 – "Pojkar pojkar" / "Pojkar pojkar (karaokeversion)" (FOP 202)
- 1993 – "Allt jag vill ha" / "Vem är hon" (FOP 203)
- 1994 – "Det stora blå" / "Andetag" / "Röda läppars kyssar" (SAMCDS 9404)[5]